# Ligia saipanensis
Ligia saipanensis là một loài chân đều trong họ Ligiidae. Loài này được Nunomura miêu tả khoa học năm 2001.